# Березіль (пам'ятка природи)
Березіль — гідрологічна пам'ятка природи місцевого значення. Об'єкт розташований на території Черкаського району Черкаської області, в адмінмежах Березняківської сільської громади.
Площа — 0,005 га, статус отриманий у 2009 році.

## Галерея

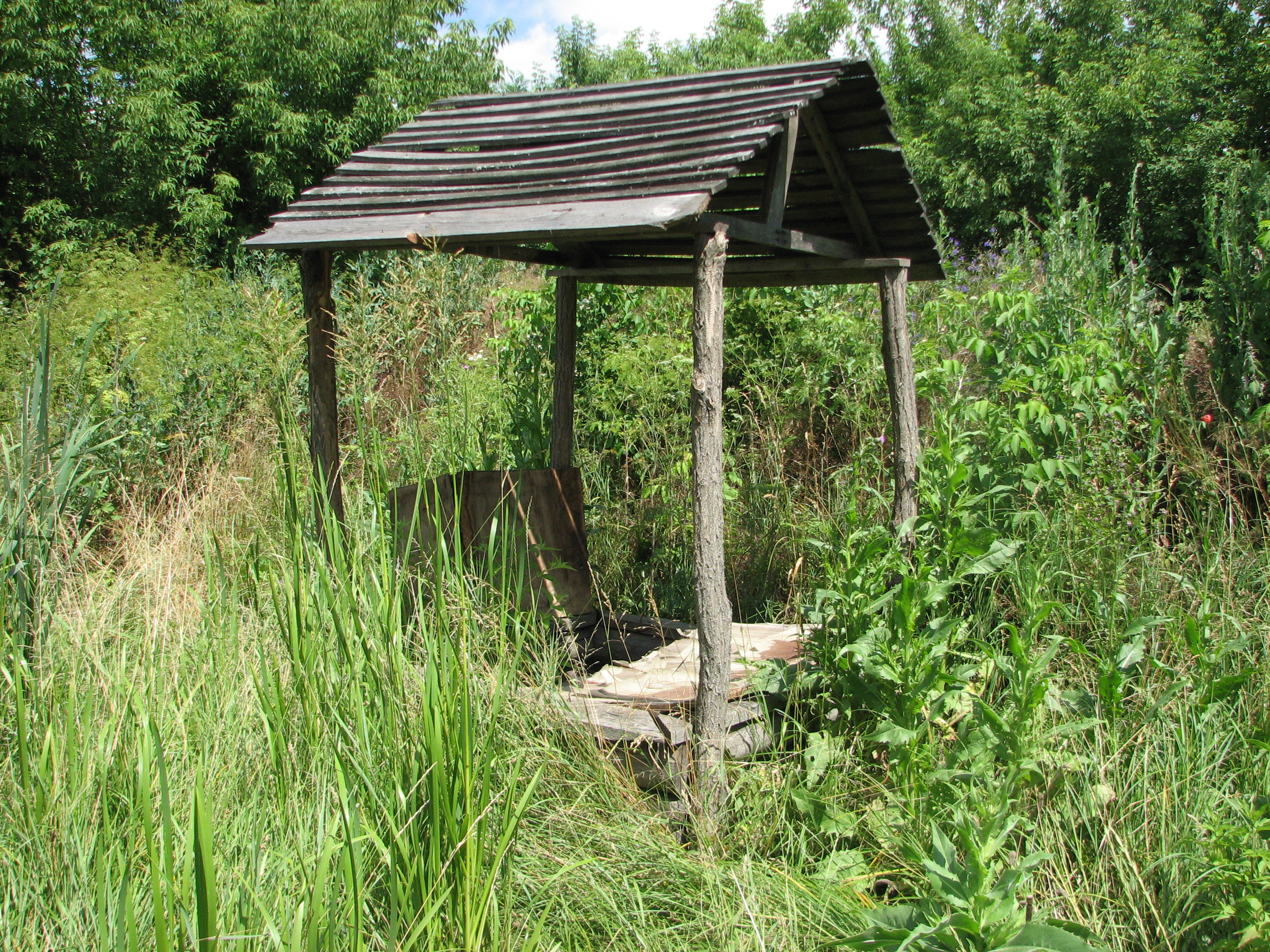